# Bellpuig (kommunhuvudort)
Bellpuig är en kommunhuvudort i Spanien.   Den ligger i provinsen Província de Lleida och regionen Katalonien, i den östra delen av landet, 400 km öster om huvudstaden Madrid. Bellpuig ligger 308 meter över havet och antalet invånare är 4 269.
Terrängen runt Bellpuig är platt. Runt Bellpuig är det glesbefolkat, med 17 invånare per kvadratkilometer. Närmaste större samhälle är Mollerussa, 9,3 km väster om Bellpuig. Trakten runt Bellpuig består till största delen av jordbruksmark.